# Йохан II (Насау-Висбаден-Идщайн)
Йохан II фон Насау-Висбаден-Идщайн (на немски: Johann von Nassau-Wiesbaden-Idstein; * 1419; † 9 май 1480) е граф на Насау-Висбаден-Идщайн (1426 – 1480).

## Произход
Той е син на граф Адолф II фон Насау-Висбаден-Идщайн (1386 – 1426) и съпругата му Маргарета фон Баден (1404 – 1442), дъщеря на маркграф Бернхард I фон Баден и Анна фон Йотинген. Брат му Адолф II фон Насау (ок. 1423 – 1475) е архиепископ на Майнц (1461 – 1475).

## Фамилия
Йохан II се жени на 17 юни 1437 г. за графиня Мария фон Насау-Диленбург (* 2 февруари 1418; † 11 октомври 1472), дъщеря на граф Енгелберт I фон Насау и Йохана фон Васенаер. Те имат децата:
- Мария (1438 – 1480), омъжена за граф Лудвиг II фон Изенбург (1422 – 1511), син на граф Дитер I фон Изенбург-Бюдинген и Елизабет фон Золмс-Браунфелс, дъщеря на граф Ото I фон Золмс-Браунфелс
- Йохан († 27 февруари 1482)
- Маргарета († 1486)
- Анна (ок. 1440 – 1480), омъжена на 1 януари 1464 г. за граф Ото II фон Золмс-Браунфелс (1426 – 1504), син на граф Бернхард II фон Золмс-Браунфелс и Елизабет фон Изенбург-Бюдинген
- Адолф III (1443 – 1511), граф на Насау-Висбаден, женен за Маргарета фон Ханау-Лихтенберг (1463 – 1504), дъщеря на граф Филип I фон Ханау-Лихтенберг и Анна фон Лихтенберг
- Берта (* 1446)
- Енгелберт (1448 – 1508)
- Филип (1450 – 1509), граф на Насау-Идщайн, женен за пфалцграфиня Маргарета при Рейн-Цвайбрюкен (1456 – 1527), дъщеря на пфалцграф Лудвиг I фон Цвайбрюкен-Велденц и Жана де Крой
- Анна